# Cacalomacán
Cacalomacán es una localidad perteneciente al municipio de Toluca, capital del Estado de México. Actualmente cuenta con aproximadamente 13 796 habitantes.

## Historia
Cacalomacán es una palabra de origen Náhuatl y significa Lugar donde se cazan cuervos con la mano.
Actualmente la localidad fue elegida para construir un parque ecológico, inmerso en una zona boscosa, se localiza dentro del Parque Nacional Nevado de Toluca, a 30 minutos de la ciudad de Toluca, sobre tierras de uso común del ejido del mismo nombre. Ofrece la posibilidad de disfrutar el contacto directo con la naturaleza, la pureza del aire y un hermoso paisaje enmarcado por una vista inigualable del volcán Xinantécatl.
La fauna que se puede observar en el sitio está compuesta de: ranas, salamandras, falso escorpión, culebras, víboras de cascabel, pájaros carpinteros, halcones y búhos.
Es un sitio ideal para realizar actividades tales como: senderismo interpretativo, avistamiento sideral y de aves, ciclismo, campismo, yoga, pintura, fotografía y actividades afines con la educación y el cuidado del medio ambiente.